# Traugott Ochs
Traugott Ochs (* 19. Oktober 1854 in Altenfeld; † 28. August 1919 in Berlin) war ein deutscher Hofkapellmeister, Organist und Dirigent.

## Leben
Traugott Ochs gab am 24. Oktober 1905 sein Debüt als Dirigent bei den Berliner Philharmonikern. Er leitete ab 1901 das Städtische Orchester Bielefeld. Von 1907 bis 1910 war er Kapellmeister der Hofkapelle und Dirigent des Loh-Orchesters Sondershausen.